# 도쿄 야쿠르트 스왈로스의 선수 목록
도쿄 야쿠르트 스왈로스의 선수 일람(일본어: 東京ヤクルトスワローズの選手一覧 とうきょうヤクルトスワローズのせんしゅいちらん[*])은 도쿄 야쿠르트 스왈로스에 소속된 선수·감독·코치 및 과거에 소속했던 선수의 목록이다.

## 코칭스태프

### 1군
| 등번호 | 이름            | 직책                 |
| ------ | --------------- | -------------------- |
| 22     | 다카쓰 신고     | 감독                 |
| 82     | 마츠모토 유이치 | 작전코치             |
| 89     | 이토 토모히토   | 투수코치             |
| 98     | 이시이 히로토시 | 투수코치             |
| 74     | 스기무라 시게루 | 타격코치             |
| 78     | 오마츠 쇼이츠   | 타격코치             |
| 75     | 모리오카 료스케 | 내야수비 겸 주루코치 |
| 81     | 사토 신이치     | 외야수비 겸 주루코치 |
| 83     | 키누가와 아츠시 | 배터리코치           |
| 45     | 시마 모토히로   | 선수 겸 코치보좌     |

### 2군
| 등번호 | 이름                | 직책                 |
| ------ | ------------------- | -------------------- |
| 88     | 이케야마 타카히로   | 감독                 |
| 79     | 시로이시 노리유키   | 수석 겸 수비주루코치 |
| 77     | 오바나 타카오       | 투수수석코치         |
| 72     | 오노데라 치카라     | 투수코치             |
| 84     | 마츠오카 켄이치     | 투수코치             |
| 76     | 미야데 류지         | 타격코치             |
| 85     | 하타케야마 카즈히로 | 타격코치             |
| 80     | 오가타 코이치       | 외야수비주루코치     |
| 87     | 후쿠카와 마사카즈   | 배터리코치           |
| 95     | 도바시 카츠유키     | 육성수석코치         |
| 92     | 야마모토 테츠야     | 육성선수코치         |

## 소속 선수
현 로스터(2022년 기준)

### 투수
| 등번호 | 선수명            | 투타     | 직책                |
| ------ | ----------------- | -------- | ------------------- |
| 11     | 오쿠가와 야스노부 | 우투우타 |                     |
| 12     | 이시야마 다이치   | 우투우타 |                     |
| 14     | 타카나시 히로토시 | 우투우타 |                     |
| 15     | 야마시타 히카루   | 좌투좌타 | 2021년 드래프트 1위 |
| 16     | 하라 주리         | 우투우타 |                     |
| 17     | 시미즈 노보루     | 우투좌타 |                     |
| 18     | 테라시마 나루키   | 좌투좌타 |                     |
| 19     | 이시카와 마사노리 | 좌투좌타 |                     |
| 20     | 키자와 나오후미   | 우투우타 |                     |
| 21     | 야마노 다이치     | 좌투좌타 |                     |
| 24     | 호시 토모야       | 우투우타 |                     |
| 26     | 사카모토 코시로   | 좌투좌타 |                     |
| 28     | 요시다 다이키     | 우투우타 |                     |
| 29     | 오가와 야스히로   | 우투우타 | 선수회장            |
| 34     | 타구치 카즈토     | 좌투좌타 |                     |
| 35     | 스기야마 코우키   | 우투좌타 |                     |
| 37     | 스캇 맥거프       | 우투우타 |                     |
| 38     | 우메노 유고       | 우투우타 |                     |
| 40     | 이치카와 유타     | 우투우타 |                     |
| 41     | 시바타 다이치     | 우투우타 | 2021년 드래프트 3위 |
| 44     | 오니시 히로키     | 우투우타 |                     |
| 47     | 타카하시 게이지   | 좌투좌타 |                     |
| 48     | 카나쿠보 유토     | 우투좌타 |                     |
| 50     | 앤드류 수아레즈   | 좌투좌타 | 새로운 외국인       |
| 52     | 콘도 히로키       | 우투우타 |                     |
| 53     | 하세가와 히로키   | 좌투좌타 |                     |
| 54     | 사이 스니드       | 우투우타 |                     |
| 56     | 스즈키 유타       | 우투우타 |                     |
| 61     | 쿠보 타쿠마       | 좌투좌타 |                     |
| 62     | 타케야마 휴우가   | 우투우타 | 2021년 드래프트 5위 |
| 63     | A.J. 콜           | 우투우타 | 새로운 외국인       |
| 64     | 오시타 유마       | 우투좌타 |                     |
| 67     | 카테카루 코우타   | 우투우타 |                     |
| 68     | 미야다이 코헤이   | 좌투좌타 |                     |
| 69     | 곤노 류타         | 우투우타 |                     |
| 014    | 코자와 레이지     | 우투좌타 | 육성선수            |
| 017    | 마루야마 쇼타     | 우투좌타 | 육성선수            |
| 019    | 시모 신노스케     | 좌투좌타 | 육성선수            |

### 포수
| 등번호 | 선수명          | 투타     | 직책          |
| ------ | --------------- | -------- | ------------- |
| 2      | 나카무라 유헤이 | 우투우타 |               |
| 30     | 니시다 아키히사 | 우투우타 |               |
| 32     | 마츠모토 나오키 | 우투우타 |               |
| 33     | 우치야마 소마   | 우투우타 |               |
| 45     | 시마 모토히로   | 우투우타 | 코치보좌 겸임 |
| 57     | 고가 유다이     | 우투우타 |               |
| 022    | 마츠이 쇼       | 우투좌타 | 육성선수      |
| 025    | 우치야마 타이시 | 우투우타 | 육성선수      |

### 내야수
| 등번호 | 선수명            | 투타     | 직책                |
| ------ | ----------------- | -------- | ------------------- |
| 00     | 오쿠무라 노부유키 | 우투좌타 |                     |
| 1      | 야마다 데쓰토     | 우투우타 | 캡틴                |
| 3      | 니시우라 나오미치 | 우투우타 |                     |
| 5      | 카와바타 신고     | 우투좌타 |                     |
| 6      | 모토야마 히유     | 우투좌타 |                     |
| 7      | 우치카와 세이치   | 우투우타 |                     |
| 10     | 아라키 타카히로   | 우투우타 |                     |
| 13     | 호세 오수나       | 우투우타 |                     |
| 39     | 미야모토 타케시   | 우투좌타 |                     |
| 46     | 오오타 켄고       | 우투좌타 |                     |
| 55     | 무라카미 무네타카 | 우투좌타 |                     |
| 58     | 나가오카 히데키   | 우투좌타 |                     |
| 59     | 코모리 코타로     | 우투우타 | 2021년 드래프트 4위 |
| 60     | 타케오카 류세이   | 우투좌타 |                     |
| 65     | 마츠모토 유       | 우투좌타 |                     |
| 66     | 요시다 타이세이   | 우투좌타 |                     |
| 023    | 아카하네 요시히로 | 우투우타 | 육성선수            |

### 외야수
| 등번호 | 선수명            | 투타     | 직책                               |
| ------ | ----------------- | -------- | ---------------------------------- |
| 0      | 나미키 히데타카   | 우투우타 |                                    |
| 4      | 마루야마 카즈야   | 좌투좌타 | 2021년 드래프트 2위                |
| 8      | 나카야마 쇼타     | 우투우타 |                                    |
| 9      | 시오미 야스타카   | 우투우타 |                                    |
| 23     | 아오키 노리치카   | 우투좌타 |                                    |
| 25     | 도밍고 산타나     | 우투우타 |                                    |
| 31     | 야마사키 코타로   | 좌투좌타 |                                    |
| 42     | 사카구치 토모타카 | 우투좌타 |                                    |
| 49     | 와타나베 다이키   | 우투우타 |                                    |
| 51     | 하마다 타이키     | 우투우타 |                                    |
| 024    | 이와타 유키히로   | 좌투좌타 | 육성선수・2021년 육성 드래프트 2위 |

## 역대 선수(이적·방출·은퇴)
고쿠테쓰, 산케이, 아톰스 시대를 포함한다.

### 아(あ)행
아(あ)
- 아이 에이지로 (1983 ~ 1990)
- 아이 도시하루 (1954 ~ 1961)
- 아이카와 료지 (2009 ~ 2014)
- 후안 아이첼버거 (1989 ~ 1989)
- 아이다 테루오 (1971 ~ 1980)
- 아이하라 마모루 (1950)
- 아오키 미노루 (1976 ~ 1985)
- 아오시마 켄타 (1985 ~ 1989)
- 아오나기 스스무 (1995 ~ 2002)
- 아오야마 히로시 (1953 ~ 1958)
- 아카이 키요지 (1965 ~ 1969)
- 아카이케 아키토시 (1958 ~ 1959)
- 아카가와 카츠키 (2009 ~ 2015)
- 아카기 켄이치 (1959 ~ 1963)
- 아카사카 미츠아키 (1969 ~ 1973)
- 아키요시 료 (2014 ~ 2018)
- 아키라 (1997 ~ 2000)
- 아사다 하지메 (1951 ~ 1953)
- 아사노 케이지 (1967 ~ 1976)
- 아시자와 유 (1976 ~ 1988)
- 아즈마 사토유키 (1960 ~ 1963)
- 아소 토모후미 (2010 ~ 2012)
- 아소 지츠오 (1966)
- 아베 켄타 (2012 ~ 2014, 2015)
- 아베 시게키 (1998 ~ 2001)
- 아베 마사유키 (1951 ~ 1952)
- 아마노 타케후미 (1989 ~ 1993)
- 아라이 키요시 (1991~ 1996)
- 아라이 유키오 (1986~ 1995)
- 아라가키 나기사 (2014 ~ 2016)
- 아라카와 타카시 (1971-1975)
- 아라카와 이와오 (1962-1965)
- 아라키 다이스케 (1983 ~ 1995)
- 아리사와 켄지 (1979 ~ 1981, 1984 ~ 1985)
- 아리스미 아키지 (1990 ~ 1991)
- 조단 노베르토 (2018)
- 에릭 앤서니 (1998)

이(い)
- 이혜천 (2009 ~ 2010)
- 이이다 테츠야 (1987 ~ 2004)
- 이이다 토쿠지 (1957 ~ 1963)
- 이에하라 히로시 (2006 ~ 2017)
- 이이무라 마코토 (1955 ~ 1956)
- 이가라시 타카아키 (2002 ~ 2004)
- 이가라시 료타 (1998 ~ 2009, 2019 ~ 2020)
- 이쿠타 케이이치 (1974 ~1980)
- 이케가미 타케시 (1960 ~ 1961)
- 이케스에 카즈타카 (1988 ~ 1993)
- 이케다 치카후사 (1995)
- 이케야마 타카히로 (1984-2002)
- 이시이 이치히사 (1992 ~ 2001, 2006 ~ 2007)
- 이시이 히로시 (1996 ~ 2011)
- 이시오카 고조 (1964 ~ 1976)
- 이시카와 히사타카 (1950 ~ 1952)
- 이시다 타쿠시 (1965)
- 이시다 마사료 (1954 ~ 1961)
- 이시즈카 마사지 (1970)
- 이시도 시로쿠 (1962 ~ 1970)
- 이시도 카츠리 (1999 ~2007)
- 이시바시 미츠구 (1991)
- 이즈미 마사요시 (2003 ~ 2005)
- 이세 다카오 (1977 ~ 1980)
- 이치노세키 히데토쿠 (1970 ~ 1971)
- 이치바 히로미 (1971 ~ 1975)
- 이치바 야스히로 (2009 ~ 2012)
- 이토 아키미츠 (1986 ~ 1998)
- 이토 토모히토 (1993 ~ 2003)
- 이토 히데노부 (2007 ~ 2008)
- 이토 마코토 (1997)
- 이나가키 히로아키 (1961 ~ 1964)
- 이나바 아츠키 (1995 ~ 2004)
- 이노 스구루 (2015 ~ 2020)
- 이노우에 신이치로 (1950 ~ 1953)
- 이노우에 요이치 (1967 ~ 1977)
- 이노우에 요시아키 (1951 ~ 1957)
- 가브리엘 고메스 (2020)
- 이바야시 아츠시 (1991 ~1998)
- 이와라 신이치로 (1970 ~ 1984)
- 이마나미 히로 (2014 ~ 2017)
- 임창용 (2008 ~2012)
- 이모토 타카시 (1983 ~ 1984)
- 이리키 사토시 (2001 ~ 2002)
- 이와사키 키요타카 (1974)
- 이와사키 테츠로 (1955 ~ 1961)
- 이와사키 쿠노리 (1997 ~ 1998)
- 이와시타 마사아키 (1980 ~ 1987)
- 이와시타 모리미치 (1959 ~ 1962)
- 이와세 츠요시 (1950)
- 이와하시 케이지 (2014 ~ 2019)
- 이와하시 토시오 (1950 ~ 1952)
- 이와무라 아키노리 (1997 ~ 2006, 2013 ~ 2014)

우(う)
- 윌슨 발데스 (2008)
- 우에다 쓰요시 (2007 ~ 2020)
- 우에지 카즈히코 (1983 ~ 1985)
- 우에지 히데미츠 (1969)
- 우에노 게이스케 (2011 ~ 2012)
- 우에노 타다시 (1991 ~ 2000)
- 우에하라 아키라 (1998)
- 우에하라 아츠지로 (2005 ~ 2008)
- 우에하라 슈헤이 (1971 ~ 1974)
- 우카이 카츠미 (1952 ~ 1963)
- 우구모리 아쓰시 (2016 ~ 2018)
- 우사미 이치오 (1950 ~ 1952)
- 우사미 야스히로 (1994 ~ 2000)
- 시오다 테루오 (1968)
- 우치다 카즈야 (2002 ~ 2006)
- 우치다 준조 (1970 ~ 1974)
- 우치야마 겐이치 (1986 ~ 1993)
- 우노 마사미 (2005 ~ 2007)
- 우노 미츠오 (1954 ~ 1956)
- 우메자와 요시카츠 (1988)
- 제이슨 우르키데스 (2018)

에(え)
- 마크 에이커 (1998 ~ 1999)
- 알시데스 에스코바르 (2020)
- 에노모토 아오이 (2017)
- 에노모토 시게루 (1950)
- 에노모토 나오키 (1972 ~ 1976)
- 에비스 노부유키 (2002 ~ 2003)
- 에무라 마사야 (2013 ~ 2015)
- 엔도 마사타카 (2007 ~ 2008)

오(え)
- 오이카와 요지 (1969)
- 오에 히로아키 (1985 ~ 1991)
- 오카와 아키라 (1980 ~ 1988)
- 오기 카츠키 (1971 ~ 1974)
- 오쿠보 히데오 (1952 ~ 1958)
- 오스기 카츠오 (1975 ~ 1983)
- 오타 잇토쿠 (1981)
- 오타 토시후미 (1967)
- 오타 후미타카 (1962)
- 오타 유야 (2012 ~ 2013)
- 오타키 노부타카 (1969)
- 오오츠카 준 (2003 ~2009)
- 오오츠카 토오루 (1964 ~ 1971)
- 오오츠지 히데오 (1952 ~ 1954)
- 오누마 키요 (1955 ~ 1957)
- 오노 유우지 (1994 ~ 1998)
- 오바타 타츠야 (2013 ~ 2015)
- 오하시 이치로 (1953 ~ 1958)
- 오바타 야스카 (1962 ~ 1963)
- 오하라 마키히데 (2003 ~2008)
- 오비키 케이지 (2015 ~ 2019)
- 오마츠 쇼이츠 (2017 ~ 2018)
- 오무라 하지메 (2017 ~2021)
- 오오야 아키히코 (1970 ~ 1985)
- 오야마 사다오 (1979 ~ 1981)
- 오야마 타카히로 (1998 ~ 2001)
- 커티스 올렌도르프 (2017)
- 오와키 코지 (1998 ~ 2001)
- 오와키 테루오 (1952 ~ 1958)
- 오카유키 슌 (1989 ~ 1995)
- 오카시마 히로지 (1965 ~ 1966)
- 오가타 마사루 (1962 ~ 1971)
- 오카노 쿠이치 (1957 ~ 1959)
- 오카바야시 요이치 (1991 ~ 2000)
- 오카모토 카츠유키 (1969)
- 오카모토 나오야 (2011)
- 오카모토 히데히로 (2008 ~ 2010)
- 오카모토 하카타카 (1963 ~ 1967)
- 오가와 유이치 (1962 ~ 1963)
- 오가와 아츠시 (1982 ~ 1991)
- 오가와 토시오 (1950 ~ 1952)
- 오기시마 히데오 (1950)
- 오기하라 히사오 (1968 ~ 1973)
- 오쿠키 유키오 (1967 ~ 1970)
- 오쿠조노 미츠루 (1970 ~ 1980)
- 오쿠미야 타네오 (1968 ~ 1977)
- 오쿠라 히사시 (1993 ~ 1997)
- 오사카 가츠히토 (1991 ~ 1995)
- 오시사카베 유타카 (1969)
- 오자키 카메시게 (1972 ~ 1973)
- 오시오 겐이치 (1990 ~ 1999)
- 오시모토 겐히코 (2008 ~ 2014)
- 오다 요시히토 (1973 ~ 1974)
- 오다기리 시게조 (1950)
- 오니자키 유지 (2008 ~ 2011)
- 오노 코세이 (1997 ~ 2008)
- 오노기 타카시 (1958 ~ 1960)
- 오메라 치카라 (2011 ~ 2012)
- 오하나 타카오 (1978 ~ 1991)
- 토마스 오말리 (1995 ~ 1996)
- 루이스 오르티스 (1997 ~1997)
- 오야마다 겐이치 (1976 ~ 1978)
- 고야마다 타카오 (2008 ~ 2009)
- 로건 온드루식 (2015 ~ 2016)

### 가(か)행
가(か)
- 크리스 카펜터 (2014)
- 아론 가이엘 (2007 ~ 2011)
- 곽건성 (1989 ~ 1991)
- 가자하리 렌 (2015 ~ 2020)
- 가시부치 사토시 (1999 ~2003)
- 가지마 켄이치 (1977 ~ 1988)
- 가시마 히라하치로 (1950)
- 가지모토 유스케 (2002 ~ 2010)
- 가세다 유키나리 (1988 ~ 1992)
- 카타오카 세츠지로 (1955 ~ 1956)
- 카타오카 오쿠라 (1980 ~ 1983)
- 카타오카 히로오 (1961 ~ 1963)
- 카타야마 후미오 (2003 ~ 2005)
- 가쓰다 고 (1950)
- 카츠노리 (1996 ~ 1999)
- 카츠마타 오사무 (1972 ~1981)
- 가쓰라모토 카즈오 (1957 ~ 1960)
- 가토 쇼아키 (1982 ~ 1988)
- 가토 도시오 (1967 ~ 1970)
- 가토 히로토 (1988 ~ 2000)
- 가토 세이지 (1984-1985)
- 가토 미키노리 (2008 ~2012)
- 릭 거톰슨 (2005 ~ 2006)
- 가쓰라모토 카즈오 (1968 ~ 1971)
- 가나자와 츠기오 (1990 ~ 1994)
- 킨시키 카즈미 (1984 ~ 1986)
- 가나부시 우고 (2012 ~ 2015)
- 가네모리 에이지 (1993 ~ 1996)
- 김성진 (1968)
- 가네다 타카요시 (1958 ~ 1960)
- 가네다 세이오 (1960 ~ 1961)
- 가네다 마사이치 (1950 ~ 1964)
- 가마타 유야 (2001 ~ 2010)
- 가미즈루 히로시 (1973 ~ 1982)
- 가메다 노부오 (1958 ~ 1965)
- 맷 카라시티 (2018)
- 가와이 아키시 (1973 ~ 1974)
- 가와카미 류헤이 (2012 ~ 2016)
- 가와사키 겐지로 (1989 ~ 2000)
- 가와사키 나리아키 (2011 ~ 2015)
- 가와시마 케이조 (2008 ~ 2014)
- 가와시마 타카시 (1951 ~ 1952)
- 가와시마 료 (2004 ~ 2011)
- 고노 료 (1990 ~ 1995)
- 가와하타 모리유키 (1977 ~ 1978)
- 가와하타 유이치 (1994 ~ 1997)
- 가와바타 류 (1999 ~ 2008)
- 가와무라 가즈아키 (1990 ~ 1991)
- 가와무라 야스히코 (1968 ~ 1971)
- 가와모토 료헤이 (2005 ~ 2013)
- 칸베 토시오 (1979 ~ 1982)

기(き)
- 기쿠자와 류스케 (2017 ~ 2018)
- 기다 마사오 (2006 ~ 2009)
- 기타가와 데쓰야 (1995 ~ 1999)
- 기타가와 요시오 (1959 ~ 1962)
- 기타요 히데오 (1962)
- 기타노 고키 (2011 ~ 2012)
- 기타바타 도시오 (1952 ~ 1958)
- 기타하라 타이지 (1996 ~ 1997)
- 키츠지 후미오 (1962)
- 시로도 노리후미 (1967 ~ 1974)
- 이가와 아츠시 (2007 ~ 2011)
- 이가와 유키오 (2000 ~ 2003)
- 기노시타 다쓰오 (2012)
- 기노시타 후미노부 (1996 ~ 1997)
- 기노시타 마사히로 (1950 ~ 1956)
- 밥 깁슨 (1988)
- 기미시마 요조 (1968 ~ 1969)
- 기미나미 다카요시 (1981 ~ 1993)
- 기무라 테루히사 (1981 ~ 1983)
- 기무라 야스히코 (1960 ~ 1963)
- 기야 료헤이 (2012 ~ 2016)
- 규코 겐타로 (2011 ~ 2018)
- 프레스턴 길메트 (2017)

구(く)
- 쿠시타니 하지메 (1974 ~ 1985)
- 히사오 요시아키 (1968 ~ 1976)
- 쿠스기 유스케 (2012 ~ 2013)
- 쿠스미 시즈오 (1951 ~ 1952)
- 매트 쿡 (2020)
- 쿠도 모리히코 (1968)
- 쿠보 코이치 (1950 ~ 1952)
- 쿠보타 사토시 (2003 ~ 2006)
- 쿠마다 토모유키 (1986 ~ 1989)
- 제럴드 클락 (1994)
- 세스 그레이싱어 (2007)
- 쿠라시마 케사노리 (1964 ~ 1969)
- 쿠라타 마코토 (1977 ~ 1980)
- 쿠라모치 아키라 (1983)
- 쿠라모토 노리타카 (2018 ~ 2021)
- 딘 그린 (2017)
- 구리야마 히데키 (1984 ~ 1990)
- 구로이와 히로시 (1954 ~ 1958)
- 쿠로사카 유키오 (1977 ~ 1982)
- 구로다 신지 (1983 ~ 1987)
- 쿠와타 타케시 (1970)

케(け)
- 켈린 호세 (2021)
- 겐오카 마사유키 (1981 ~ 1989)

고(こ)
- 코다 마사히로 (1989 ~ 1997)
- 코야 토시오 (1957 ~ 1961)
- 고세키 마사히코 (1982 ~ 1988)
- 고토 유이치 (1978 ~ 1984)
- 코니시 히데로 (1960 ~ 1963)
- 고바시 마사요시 (1994 ~ 1997)
- 고바시 유 (1961 ~ 1965)
- 코바야카와 코히코 (1997 ~ 1999)
- 코바야시 와코 (1989 ~ 1991)
- 코바야시 카츠미 (1955 ~ 1956)
- 코바야시 쿠니오 (1972 ~ 1981)
- 코바야시 마코토 (1964 ~ 1965)
- 코부치 타이스케 (1964 ~ 1969)
- 고마쓰 아키지 (1968 ~ 1969)
- 고마쓰바라 히로키 (1955 ~ 1957)
- 코모리 타카히로 (2003 ~ 2005)
- 코야마 코조 (1952 ~ 1953)
- 코야마 유토 (2014 ~ 2016)
- 디키 곤잘레스 (2004 ~ 2008)
- 콘도 카즈키 (2016 ~ 2020)

### 사(さ)행
사(さ)
- 사이우치 히로아키 (2020 ~ 2021)
- 사이온지 아키오 (1969 ~ 1970)
- 사이토 타카유키 (2008 ~ 2009)
- 사이토 미츠히로 (1994 ~ 2000)
- 사이토 료오 (1957 ~ 1963)
- 사카이 케이이치 (1977 ~ 1990)
- 사카이 호쿠 (1955 ~ 1956)
- 사카구치 치센 (1994)
- 사카노 히데이치 (1963)
- 사카마키 유타카 (1960 ~ 1965)
- 사카모토 야타로 (2001 ~ 2007)
- 사쿠라이 신이치 (1984 ~ 1995)
- 사사키 시게키 (1987 ~ 1992)
- 사사키 시게노쿠 (1955 ~ 1961)
- 사사키 시게루 (1973 ~ 1978)
- 사사키 고 (1967 ~ 1971)
- 사사키 마사유키 (1981 ~ 1983)
- 사타케 이치오 (1951 ~ 1957)
- 사토 잇세이 (1963 ~ 1965)
- 사토 마이치 (1996 ~ 2005)
- 사토 스스무 (1964 ~ 1969)
- 사토 타카오 (1952 ~ 1963)
- 사토 타카키 (2011 ~ 2014)
- 사토 고 (1997 ~ 1998)
- 사토 타케히데 (1979)
- 사토 히데키 (2003 ~ 2004)
- 사토 히로시 (1974 ~ 1979)
- 사토 켄 (2004 ~ 2011)
- 사나다 유키 (2014)
- 사마타 료이치 (1950)
- 사가와 히로시 (1976 ~ 1978)
- 사메지마 히데키 (1992 ~ 2004)

시(し)
- 하제훈 (2016)
- 시기오 시게노리 (1971 ~ 1973)
- 브라이언 시코스키 (2007)
- 시다 무네히로 (2002 ~ 2010)
- 나나죠 유키 (2011 ~ 2015)
- 시노다 유키 (1964 ~ 1968)
- 시노하라 료쇼 (1970 ~ 1971)
- 시부이 케이이치 (1978 ~ 1992)
- 시부야 세이지 (1962 ~ 1970)
- 시마다 나오야 (2001 ~ 2002)
- 시마야 유우오 (1957 ~ 1963)
- 시마노 마사노부 (1966 ~ 1967)
- 시미즈 치쿠마 (1993 ~ 1995)
- 시모무라 히데아키 (1987 ~ 1990)
- 루 잭슨 (1966 ~ 1969) ※현역 중에 사망.
- 조 토모히로 (1988 ~ 1998)
- 쇼다 잇츠키 (2012 ~ 2013)
- 히쿠마 줄리아스 (2016 ~ 2020)
- 시라이 야스카츠 (1998)
- 시라카와 쿠오 (1958 ~ 1959)
- 시라노 키요히사 (1963 ~ 1964)
- 시로시 노리유키 (1998 ~ 2009)

스(す)
- 앨버트 수아레스 (2019 ~ 2021)
- 스기우라 기요시 (1952 ~ 1953)
- 스기우라 토루 (1971 ~ 1993)
- 스기우라 쇼다이 (2014 ~ 2017)
- 스기무라 시게루 (1976 ~ 1987)
- 스기모토 기미타카 (1961 ~ 1965)
- 스기모토 유우 (2004 ~ 2005)
- 스기야마 고 (1959)
- 스기야마 시게오 (1972 ~ 1974)
- 존 스콧 (1979 ~ 1981)
- 스사키 마사아키 (1965 ~ 1966)
- 스즈키 요부타케 (1962 ~ 1968)
- 스즈키 켄 (2003 ~ 2007)
- 스즈키 시게오 (1950 ~ 1951)
- 스즈키 타이라 (1988 ~ 1994)
- 스즈키 히데유키 (1961 ~ 1962)
- 스즈키 히로후미 (1993 ~ 1995)
- 스즈키 마사유키 (1981 ~ 1987)
- 스즈키 야스지로 (1973 ~ 1982)
- 스즈키 야스히로 (1987 ~ 1993)
- 스즈키 유키히로 (1968)
- 스노이치 마사오 (1968 ~ 1976)
- 스미 후지오 (1975 ~ 1994)
- 스미 미츠오 (1992)
- 크리스 스미스 (1984 ~ 1985)
- 마크 스미스 (1999)
- 스미토모 켄토 (1993 ~ 1999)

세(せ)
- 세이케 마사가즈 (1991 ~ 1992)
- 세키구치 코지 (1968 ~ 1970)
- 세키네 이사무 (1968)
- 세키네 타케시 (1989 ~ 1990)
- 세토 아키히코 (1957 ~ 1962)
- 세토 카즈노리 (1977)
- 세노 조 (1955 ~ 1957)
- 세라 켄지 (1974 ~ 1979)

소(そ)
- 소에지마 코타 (1997 ~ 2002)
- 소메미와 슈이치 (1984 ~ 1989)

### 타(た)행
타(た)
- 타이고 토시미츠 (1962 ~ 1968)
- 타이다 켄키 (2000 ~ 2002)
- 타카이 사토시 (1968 ~ 1971)
- 타카이즈미 히데키 (1974 ~ 1980)
- 타카시 슌 (2007 ~ 2011)
- 타카기 아키라 (1998 ~ 2001)
- 타카기 히로미츠 (2006 ~ 2011)
- 타카쿠라 테루유키 (1969 ~ 1970)
- 타카다 료아키 (1955 ~ 1956)
- 다카쓰 신고 (1991 ~ 2003, 2006 ~ 2007)
- 타카나시 토시히로 (1992 ~ 1999)
- 타카히토 히데지 (1981 ~ 1991)
- 타카노 히카루 (1984 ~ 1993)
- 다카하시 테루 (1950 ~ 1956)
- 다카하시 이즈오 (1998 ~ 1999)
- 다카하시 잇쇼 (1999 ~ 2002)
- 다카하시 사토시 (1999 ~ 2001)
- 다카하시 토시로 (2003 ~ 2006)
- 다카하시 히로시 (1977 ~ 1984)
- 타카하시 카츠 (1961 ~ 1964)
- 타카바야시 츠네오 (1963 ~ 1965)
- 다카야마 타다카츠 (1963 ~ 1970)
- 타가와 켄고 (2013 ~ 2020)
- 사마마 카즈후미 (1969 ~ 1973)
- 숀 더글라스 (2008)
- 타케우치 쿠니오 (1969 ~ 1970)
- 타케우치 신이치 (2006 ~ 2018)
- 타케우치 마사유키 (1982 ~ 1983)
- 타케가미 시로 (1967 ~ 1975)
- 다케구치 유키 (1976)
- 다케시타 마코토 (2015 ~ 2017)
- 다케다 아키라 (1965)
- 다케모토 유키오 (1981 ~ 1984)
- 타시로 마사타로 (2018 ~ 2020)
- 타시로 테루카츠 (1953 ~ 1958)
- 타지리 시게토시 (1967 ~ 1970)
- 타츠노 카츠요시 (1962 ~ 1963)
- 다치노 세이지 (1981 ~ 1985)
- 타츠미 하즈무 (1959 ~ 1970)
- 다테 야스시 (1976 ~ 1977)
- 다테야마 마사히라 (2003 ~ 2019)
- 타쇼쇼 요시로 (1953 ~ 1964)
- 다나카 미츠루 (2004 ~ 2007)
- 다나카 히데히코 (1978 ~ 1982)
- 다나카 히로야스 (2005 ~ 2016)
- 다나카 마사히코 (2013 ~ 2016)
- 다나카 조 (1972)
- 타니 히로아키 (1989)
- 다니구치 가쓰노 (1964 ~ 1966)
- 타니다 히로미 (1956 ~ 1960)
- 타니마츠 히로유키 (1979 ~ 1983)
- 타바타 이치야 (1996 ~ 2000)
- 타하라 모토시 (1950 ~ 1953)
- 타메이케 토시타카 (1969 ~ 1971)
- 단노 유키 (1999 ~ 2002)
- 단바 미키오 (1999 ~ 2002)

치(ち)
- 치카자와 에이지 (1976 ~ 1978)
- 치하라 마사오 (1950 ~ 1954)
- 밥 찬스 (1969 ~ 1970)
- 조 타케오 (1950)

츠(つ)
- 츠카모토 코지 (2009 ~ 2010)
- 츠가와 치카라 (1992 ~ 1999)
- 츠기오 (1999 ~ 2003)
- 츠지 하츠히코 (1996 ~ 1999)
- 츠지이 히로시 (1952 ~ 1954)
- 츠지다 마코토 (1977)
- 츠치야 고로 (1950 ~ 1954)
- 츠치야 마사타카 (1961 ~ 1964)
- 츠즈우라 카츠로 (1955 ~ 1957)
- 츠즈키 키요시 (1953 ~ 1954)

테(て)
- 카일 데이비즈 (2016)
- 짐 테이텀 (1997)
- 자비스 테이텀 (1971)
- 론 데이비스 (1989)
- 더글러스 드신시스 (1988)
- 미치 데닝 (2015)
- 에울로효 데 라 크루즈 (2010)
- 테라사와 타카에이 (1968 ~ 1970)
- 테라다 테츠야 (2015-2016)
- 테라다 요시타카 (1979 ~ 1980)
- 테라하라 하야토 (2019)
- 테라무라 토모카즈 (2000 ~ 2002)
- 제이미 덴토나 (2009 ~ 2010)
- 데이비드 덴튼 (1982)

토(と)
- 도조 후미히로 (1966 ~ 1974)
- 도이 쇼스케 (1956 ~ 1960)
- 도이 타케시 (1983 ~ 1988)
- 토쿠타케 사다유키 (1961 ~ 1967)
- 도쿠야마 다케요시 (2012 ~ 2017)
- 도사우치 요시지 (1950 ~ 1951)
- 도도 타카오 (1953)
- 도바시 가쓰세이 (1987 ~ 2006)
- 도히 히로아키 (2015 ~ 2017)
- 도마시노 겐지 (1989 ~ 1997)
- 토미나가 카쿠로 (1966)
- 토모카와 켄지 (1959)
- 토모야 요시아키 (1970 ~ 1971)
- 토요타 준이치로 (1982 ~ 1983)
- 도요타 타이코 (1963 ~ 1969)
- 트래비스 드리스킬 (1998 ~ 1998)
- 토리하라 코지 (1978 ~ 1986)

### 나(な)행
나(な)
- 크리스 나베손 (2014)
- 나이토 나오유키 (1987 ~ 1994)
- 나카아라이 아키라 (1968 ~ 1969)
- 나가이 시게오 (1970 ~ 1976)
- 나가이 료 (1958 ~ 1959)
- 나카오 토시히로 (2008 ~ 2011)
- 나카오 히카루 (2017 ~ 2021)
- 나가오 야스노리 (1973 ~ 1978)
- 나카가와 아키히토 (1982 ~ 1987)
- 나가카와 에이쇼쿠 (1975 ~ 1979)
- 나카가와 쇼 (1950 ~ 1951)
- 나카자와 마사토 (2010 ~ 2020)
- 나가시마 이치모 (1988 ~ 1992)
- 나카지마 아키고 (2015 ~ 2017)
- 나카지마 마츠오 (1962 ~ 1966)
- 나카지마 카즈시게 (1988 ~ 1996)
- 나카네 유키 (2012 ~ 2015)
- 나카노 타카히로 (1968 ~ 1973)
- 나카무라 쿠니쇼 (1970 ~ 1977)
- 나카무라 사카에 (1950 ~ 1956)
- 나카무라 슈이치로 (1959 ~ 1963)
- 나카무라 토시오 (1954 ~ 1958)
- 나카모토 시게키 (1983 ~ 1992)
- 나카모토 유사쿠 (2015 ~ 2016)
- 나카야마 타카이치 (1979)
- 나나모리 요시야스 (1965)
- 나리타 케이지 (1950 ~ 1951)
- 나리타 노보루 (1971 ~ 1974)
- 나리모토 토시히데 (2003 ~ 2004)
- 나리세 요시히사 (2015 ~ 2018)

니(に)
- 니우라 히사오 (1992)
- 니시이 테츠오 (1970 ~ 1982)
- 니시오카 미시로 (1977 ~ 1978)
- 니시오카 기요요시 (1956 ~ 1967)
- 니시오카 고 (1987 ~ 1992)
- 니시오카 요 (1992~ 1996)
- 니시자키 사토시 (2007 ~ 2010)
- 니시자와 코이치 (1983 ~ 1990)
- 니시다 료 (1963)
- 니시무라 류지 (1990 ~ 1995)
- 니시무라 히데이치 (1968)
- 닛타 겐키 (2009 ~ 2014, 2017)
- 앨런 뉴먼 (2001 ~ 2002)

누(ぬ)
- 누마타 타쿠미 (2018 ~ 2019)

네(ね)
- 네고 히로미츠 (1957 ~ 1966)

노(の)
- 노구치 스즈히로 (1990 ~ 1998)
- 노구치 요시유키 (2000 ~ 2014)
- 노자키 진 (1978)
- 노나카 토오히로] (1997 ~ 1998)
- 노바야시 히로키 (1997 ~ 1998)
- 노무라 카츠아키 (1978 ~ 1981)

### 하(は)행
하(は)
- 조나단 허스트 (2001)
- 티머시 보차스 (1991)
- 토니 버넷 (2010 ~ 2015)
- 테리 하퍼 (1988 ~ 1988)
- 래리 헤일로 (1982 ~ 1982)
- 잭 하웰 (1992 ~ 1994)
- 하기와라 아츠시 (2008 ~ 2010)
- 하기와라 타가히코 (2002 ~ 2005)
- 하기와라 야스히로 (1983)
- 하코다 아츠시 (1951 ~ 1960)
- 하시가미 히데키 (1984 ~ 1996)
- 하시구치 요시토시 (1982 ~ 1983)
- 하시모토 요시타카 (2008 ~ 2011)
- 하타 신지 (1985 ~ 1998)
- 하타케야마 가즈히로 (2000 ~ 2019)
- 하타나카 토루 (1980 ~ 1983)
- 리치 바첼러 (1999)
- 하츠오카 에이지 (1950 ~ 1955)
- 제이슨 재컴 (1999 ~ 2000)
- 렉스 허들러 (1993)
- 하나다 마코토 (2000 ~ 2009)
- 플로이드 버니스터 (1990 ~ 1990)
- 바바 도시후미 (1997 ~ 2000)
- 데이비드 허프 (2018 ~ 2019)
- 하마구치 마사노부 (1966 ~ 1967)
- 하마다 요시하루 (1957 ~ 1962)
- 하마나 치히로 (2002 ~ 2003)
- 하마나카 오사무 (2011)
- 바메이 야스사부로 (1950 ~ 1951)
- 하야시다 쇼조 (1955 ~ 1958)
- 하라 이즈미 (2015 ~ 2017)
- 하라 히데후미 (1991 ~ 1994)
- 샘 펄로조 (1980)
- 하라다 요 (1984 ~ 1987)
- 하라다 마츠키 (1979 ~ 1982)
- 하라노고 토미노리 (1962 ~ 1964)
- 래리 패리시 (1989)
- 조니 패리데스 (1992)
- 리키 바렛 (2009)
- 블라디미르 발렌틴 (2011 ~ 2019)
- 한자와 시로 (1964 ~ 1967)
- 릭 반덴하크 (2021)

히(ひ)
- 앤디 빈 (1985)
- 히다카 료 (2009 ~ 2014)
- 히네 코조 (1961 ~ 1962)
- 히야네 와타루 (2012 ~ 2018)
- 히라이 요시아키 (1960 ~ 1964)
- 히라이 료 (2010 ~ 2020)
- 히라이와 시로 (1958 ~ 1965)
- 히라샤 타츠사부로 (1960)
- 히라타 카오루 (1988)
- 히라모토 마나부 (2001 ~ 2006)
- 데이브 힐튼 (1978 ~ 1979)
- 히로오카 다이시 (2016 ~ 2021)
- 히로사와 카츠미 (1985 ~ 1994)
- 히로사와 요시테루 (1990 ~ 1995)
- 히로세 신타로 (1991 ~ 1992)
- 히로타 히로아키 (1997 ~ 1999)
- 히로나가 야스타카 (1994 ~ 1997)

후(ふ)
- 라파엘 페르난데스 (2009 ~ 2013)
- 후카자와 타다시 (1950 ~ 1954)
- 후카사와 겐코 (1953 ~ 1956)
- 후키타 토시아키 (1962)
- 데이비드 뷰캐넌 (2017 ~ 2019)
- 후쿠가와 마사카즈 (2002 ~ 2012)
- 후쿠사토 히로시 (1960 ~ 1961)
- 후쿠다 유이치 (1950 ~ 1953)
- 후쿠지 스즈키 (2008 ~ 2012)
- 후쿠토미 쿠니오 (1965 ~ 1972, 1975 ~ 1980)
- 후쿠나가 에이스케 (1971 ~ 1972)
- 후지이 히데오 (2000 ~ 2007)
- 후지이 료타 (2014 ~ 2020)
- 후지에 신지 (1984 ~ 1989)
- 후지타 소이치 (1950 ~ 1953)
- 후지타 다이요 (2013)
- 후지모토 아츠시 (2010 ~ 2013)
- 후지와라 마코토 (1969 ~ 1971)
- 후나다 카즈히데 (1972 ~ 1980)
- 던 브릭스 (1982 ~1983)
- 후루카와 아키라 (1968)
- 후루사와 아츠시 (1993 ~ 1996)
- 후루타 아쓰야 (1990 ~ 2007)
- 후루노 마사토 (2012 ~ 2018)
- 후루야 노리오 (1950 ~ 1955)
- 테리 브로스 (1995 ~ 1997)
- 마크 브로하드 (1986 ~ 1987)

헤(へ)
- 로베르토 페타지니 (1999 ~ 2002)
- 토드 베츠 (2003)
- 제이슨 베버린 (2003 ~ 2004)
- 조 페피톤 (1973 ~ 1974)
- 루이스 페레스 (2016)

호(ほ)
- 드웨인 호시 (1997 ~ 1998)
- 밥 호너 (1987)
- 호시노 유다이 (2013 ~ 2017)
- 호시야마 신토쿠 (1962 ~ 1965)
- 호소다 마사히코 (1965 ~ 1968)
- 호소미 나오키 (2000 ~ 2006)
- 케빈 호지스 (2001 ~ 2003)
- 조시 화이트셀 (2010 ~ 2011)
- 혼고 히로키 (1999 ~ 2005)
- 혼마 타다시 (2000 ~ 2006)

### 마(ま)행
마(ま)
- 빌리 마틴 (2004)
- 드웨인 머피 (1990 ~ 1990)
- 토니 마운스 (2004)
- 마에다 히로시게 (2000 ~ 2004)
- 마가리오 마이케 (2010 ~ 2012)
- 마키 시게미 (1971 ~ 1972)
- 마키야 우사미 (1999 ~ 2009)
- 마사야마 에이치 (1968)
- 마시타 쇼오 (1955 ~ 1956)
- 마시카와 마이쿠 (1972 ~ 1976)
- 마스다 마사유키 (1992 ~ 1999)
- 마스부치 다쓰요시 (2007 ~ 2014)
- 마세 마사오 (1953 ~ 1954)
- 마타노 토모야 (2011 ~ 2014)
- 마치다 유키히코 (1952 ~ 1964)
- 마츠이 코스케 (2006 ~ 2013)
- 마츠이 아츠시 (2010 ~ 2016)
- 마쓰이 히사오 (1963 ~ 1965)
- 마쓰이 마사노리 (1975 ~ 1979)
- 마츠오카 키요하루 (1972 ~ 1975)
- 마쓰오카 겐이치 (2005 ~ 2018)
- 마쓰오카 오고 (1989 ~ 1998)
- 마쓰오카 히로시 (1968 ~ 1985)
- 마츠자키 타이지 (1977 ~ 1982)
- 마츠다 키요시 (1956 ~ 1961)
- 마쓰다 신지 (1998 ~ 2003)
- 마쓰다 야스히코 (1953 ~ 1954)
- 마츠타니 히데유키 (2001 ~ 2006)
- 마쓰바시 요시키 (1953 ~ 1956)
- 마쓰무라 노리아키 (1970 ~ 1979)
- 마츠모토 시게 (1990 ~ 1999)
- 마쓰모토 히데이치로 (1991 ~ 1998)
- 마쓰모토 유이치 (1999 ~ 2015)
- 마쓰모토 유사쿠 (1963 ~ 1965)
- 마츠야 켄지 (1969 ~ 1970)
- 마나카 미츠루 (1993 ~ 2008)
- 찰리 마니엘 (1976 ~ 1978, 1981)
- 로만 마히나스 (1966)
- 바비 마르카노 (1983 ~ 1985)
- 마루야마 칸지 (1962 ~ 1971)
- 마루야마 타이지 (2004 ~ 2007)
- 마루야마 타카시 (2005 ~ 2009)

미(み)
- 미우라 마사키 (1978 ~ 1979)
- 미카미 신지 (1998 ~ 2001)
- 미키 하지메 (1996 ~ 2007)
- 미사와 코이치 (2005 ~ 2006)
- 미즈에 마사토미 (1973 ~ 1976)
- 미즈타 케이스케 (2012 ~ 2013)
- 미즈타니 신타로 (1972 ~ 1990)
- 미즈노 유키 (2006 ~ 2013)
- 미츠하시 토요오 (1971 ~ 1976)
- 미나미 테루아키 (1954 ~ 1958)
- 미나미 테루아키 (1954 ~ 1957)
- 미나미 히데노리 (1979 ~ 1985)
- 미무라 마사히코 (1975 ~ 1982)
- 미야기 히로아키 (1981 ~ 1987)
- 미야지 유시토모 (1952 ~ 1959)
- 미야시타 요고 (1963 ~ 1964)
- 미야데 다카시 (1996 ~ 2009, 2011 ~ 2012)
- 미야하라 히데아키 (1970 ~ 1971)
- 미야모토 켄지 (1982 ~ 1996)
- 미야모토 신야 (1995 ~ 2013)
- 미야모토 토시오 (1963 ~ 1964)
- 헨슬리 뮬렌 (1995 ~ 1996)
- 래스팅스 밀리지 (2012 ~ 2015)
- 미와 마사요시 (2008 ~ 2019)

무(む)
- 라일 무턴 (1998)
- 무카이 슈조 (1962 ~ 1963)
- 무토 사로 (1966 ~ 1969)
- 무라코시 료 (1969 ~ 1972)
- 무라타 모토이치 (1957 ~ 1969)
- 무라타 마사유키 (1991 ~ 1993)
- 무라나카 쿄헤이 (2006 ~ 2019)
- 무라마츠 아키지로 (1950 ~ 1951)

모(も)
- 모치즈키 요시오 (1963 ~ 1965)
- 모테기 타다유키 (1957 ~ 1964)
- 모리 코지 (1993)
- 모리오카 료스케 (2009 ~ 2016)
- 모리타키 요시타카 (1960 ~ 1966)
- 모리나가 타카시 (1982 ~ 1984)
- 모리타니 료헤이 (1950 ~ 1953)
- 모로후시 토쿠세이 (1968)

### 야(や)행
야(や)
- 야에가시 유키오 (1970 ~ 1993)
- 야기 쇼고 (2017 ~ 2019)
- 야기 료스케 (2009 ~ 2016)
- 야스이 타마이치 (1953 ~ 1954)
- 야스키 쇼지 (1969 ~ 1974)
- 야스다 타케시 (1972 ~ 1981)
- 야치 료타 (2013 ~ 2018)
- 야나기타 시카토 (1994 ~ 1995)
- 야나기하라 타카히로 (1978 ~ 1982)
- 야나기타 코이치 (1985 ~ 1993)
- 야노 카즈야 (1986 ~ 1992)
- 야노우라 쿠니미츠 (1966 ~ 1967)
- 야마구치 시게유키 (1995 ~ 1997)
- 야마가와 아키라 (2015 ~ 2019)
- 야마기시 미노루 (2010 ~ 2012)
- 야마구치 시게유키 (1995 ~ 1996)
- 야마구치 레이지 (1950)
- 야마자키 타카히로 (1997 ~ 2000)
- 야마시타 게이토쿠 (1971 ~ 1978, 1980 ~ 1981)
- 야마다 카츠쿠니 (1972)
- 야마다 츠토무 (1986 ~ 1997)
- 야마다 히로키 (2007 ~ 2010)
- 야마다 다이키 (2018 ~ 2020)
- 야마다 유지 (2004 ~ 2007)
- 야마나카 켄지 (1991 ~ 1992)
- 야마나카 히로시 (2014 ~ 2020)
- 야마네 미노루 (1950)
- 야마베 후토시 (1994 ~ 2006)
- 야마모토 타츠키 (1993 ~ 2005)
- 야마모토 테츠야 (2010 ~ 2018)
- 야마모토 하치로 (1967)
- 야마모토 히토시 (2008 ~ 2014)
- 야마모토 히로시 (1966 ~ 1967)

유(ゆ)
- 유키 (2009 ~ 2010)
- 유헤이 (2003 ~ 2021)

요(よ)
- 요코야마 마모루 (1959 ~ 1961)
- 요시이 마사토 (1995 ~ 1997)
- 요시에 키이치 (1967 ~ 1968)
- 요시카와 마사히로 (2003 ~ 2011)
- 요시카와 모리오 (1977 ~ 1982)
- 요시다 유키오 (2004 ~ 2004)
- 요시노리 (2008 ~ 2018)
- 요시모토 신지 (1995 ~ 1997)
- 요시모토 료 (2009~ 2011)
- 요시야 타미오 (1958)
- 요네노 도모히토 (2000 ~ 2010)

### 라(ら)행
라(ら)
- 알렉스 라미레스 (2001 ~ 2007)
- 알렉스 라미레스 주니어 (2005 ~ 2007)
- 라모토 신지 (1979 ~ 1986)
- 크리스 라루 (2013)
- 그렉 라로카 (2006)
- 란바시 유키히토 (1985 ~ 1994)

리(り)
- 다니엘 리오스 (2008 ~ 2008) ※도핑 위반으로 방출.
- 아담 리그스 (2005 ~ 2008)
- 카를로스 리베로 (2017)

루(る)
- 조쉬 루키 (2016 ~ 2017)

레(れ)
- 조니 레이 (1991 ~ 1992)
- 레온 리 (1986 ~ 1987)
- 도널드 레몬 (2000)

로(ろ)
- 로저 레포즈 (1974 ~ 1977)
- 마이크 록포드 (1990)
- 로드리고 미야모토 (2000 ~ 2002)
- 데이빗 로버츠 (1967 ~ 1973)
- 토레이 로불로 (2000)
- 알토 로페즈 (1972 ~ 1973)
- 올랜도 로만 (2012 ~ 2015)

### 와(わ)
- 와카마쓰 쓰토무 (1971 ~ 1989)
- 와카베 요시오 (1963 ~ 1969)
- 와타나베 카즈시 (1965 ~ 1968)
- 와타나베 고키 (2010 ~ 2012)
- 와타나베 진 (1971 ~ 1987)
- 와타나베 타카히로 (1972 ~ 1977)
- 와타나베 토모쓰 (1967 ~ 1969)
- 와타나베 히사노부 (1998)
- 와타나베 미츠오 (1952 ~ 1955)
- 와타나베 미나미 (1959 ~ 1963)
- 와타나베 레이지로 (1954 ~ 1960)
- 와타라이 히로부미 (1994 ~ 2008)

## 역대 감독
- 니시가키 도쿠오(1950 ~ 1953)
- 후지타 소이치(1954 ~ 1955)
- 우노 미쓰오(1956 ~ 1960)
- 스나오시 구니노부(1961 ~ 1962)
- 하마자키 신지(1963)
- 하야시 기이치(1964 ~ 1965)
- 이이다 도쿠지(1966 ~ 1967)
- 벳쇼 다케히코(1968 ~ 1970)
- 미하라 오사무(1971 ~ 1973)
- 아라카와 히로시(1974 ~ 1976 도중)
- 히로오카 다쓰로(1976 도중 ~ 1979)
- 다케가미 시로(1980 ~ 1984)
- 도바시 마사유키(1985 ~ 1986)
- 세키네 준조(1987 ~ 1989)
- 노무라 가쓰야(1990 ~ 1998)
- 와카마쓰 쓰토무(1999 ~ 2005)
- 후루타 아쓰야(2006 ~ 2007)
- 다카다 시게루(2008 ~ 2010)
- 오가와 준지(2011 ~ 2014・2018 ~ 2019)
- 마나카 미쓰루(2015 ~ 2017)
- 다카쓰 신고(2020 ~ )

감독 대행
- 하야시 기이치(1965) ※하야시의 퇴임에 따른다.
- 나카하라 히로시(1967) ※이이다의 퇴임에 따른다。
- 오가와 요시하루(1970) ※벳쇼의 퇴임에 따른다.
- 사토 타카오(1979) ※히로오카의 퇴임에 따른다.
- 나카니시 후토시(1984) ※다케가미의 퇴임에 따른다.
- 도바시 마사유키(1984) ※대행・나카니시의 퇴임에 따른다.
- 오가와 준지(2010) ※다카다의 퇴임에 따른다.

## 영구결번
준영구결번
- 27 - 후루타 아쓰야(포수)

## 야쿠르트 스왈로스 시대부터 재적하는 현역 선수
야쿠르트 스왈로스 시대의 2005년 이전부터 일관되게 도쿄 야쿠르트 스왈로스에 재적하고 있는 현역 선수는 다음과 같다.
- 이시카와 마사노리

MLB를 거쳐 복귀하고 있는 현역 선수
- 아오키 노리치카

## 같이 보기
- 도쿄 야쿠르트 스왈로스